# Crni Lug (Vranje)

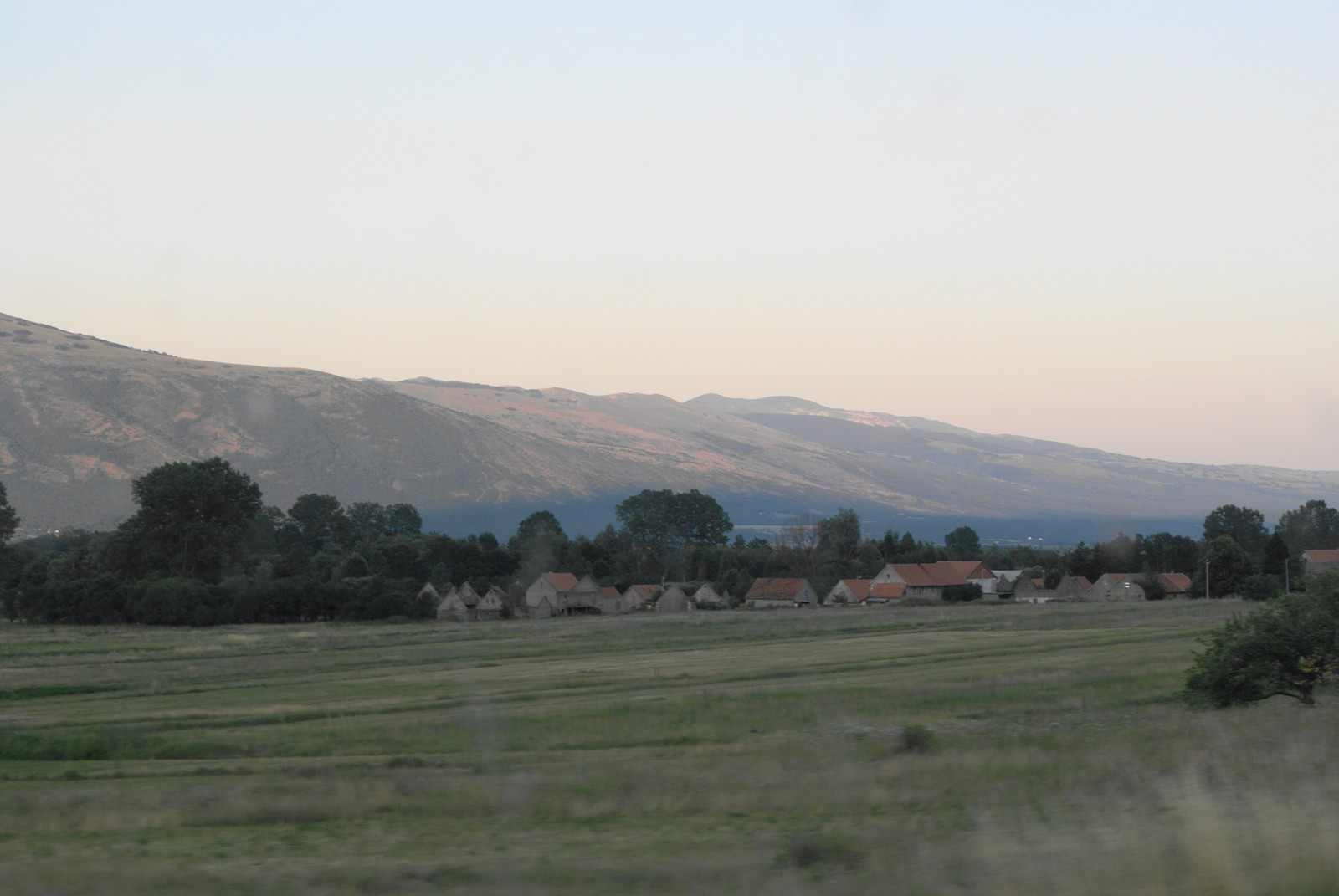
DSC03876

Crni Lug (em cirílico: Црни Луг) é uma vila da Sérvia localizada no município de Vranje, pertencente ao distrito de Pčinja, na região de Južno Pomoravlje. A sua população era de 249 habitantes segundo o censo de 2011.

## Demografia
| 1948 | 1953 | 1961 | 1971 | 1981 | 1991 | 2002 | 2011 |
| ---- | ---- | ---- | ---- | ---- | ---- | ---- | ---- |
| 428  | 429  | 368  | 290  | 248  | 264  | 266  | 249  |